# Habib Diallo
Habibou "Habib" Mouhamadou Diallo (Thiès, 18 juni 1995) is een Senegalees voetballer die doorgaans als aanvaller speelt. Hij verruilde FC Metz in oktober 2020 voor RC Strasbourg. Diallo debuteerde in 2018 in het Senegalees voetbalelftal.

## Clubcarrière
Diallo speelde in eigen land voor Génération Foot en werd in 2013 naar Frankrijk gehaald door FC Metz. Na drie seizoenen in het tweede elftal, werd hij in 2015/16 opgenomen in de selectie van de hoofdmacht. Die was toen actief in de Ligue 2. Dankzij een derde plaats in de eindstand dat seizoen, mocht hij in 2016/17 met Metz de Ligue 1 in. Diallo maakte in zijn debuutseizoen negen doelpunten in zeventien speelronden.
Het begin in de Ligue 1 was zwaarder. Na vijf maanden met vooral veel invalbeurten, verhuurde Metz Diallo in januari 2017 voor een half jaar aan Stade Brestois en in augustus 2017 voor nog een jaar. Zo kon hij nog vijftig wedstrijden in de Ligue 2 spelen. Metz degradeerde in 2017/18 zelf ook naar het tweede niveau. Daarin kon het Diallo in 2018/19 weer goed gebruiken. Hij maakte dat seizoen 26 doelpunten in 37 wedstrijden, één goal minder dan topscorer Gaëtan Charbonnier. Diallo en Metz wonnen de titel en promoveerden meteen weer naar de Ligue 1. Deze keer bleef hij bij zijn team en speelde hij 26 van de 38 speelronden, allemaal vanaf de aftrap. Hij scoorde in die wedstrijden twaalf keer.
Diallo begon ook nog met Metz aan 2020/21, maar tekende in oktober 2020 bij RC Strasbourg, de nummer tien van Frankrijk in het voorgaande seizoen. Hier begon hij als basisspeler, had hij een wisselvallig 2021/22 en keerde hij in 2022/23 terug als vaste waarde in het eerste elftal. Hij maakte in 2022/23 twintig doelpunten in de Ligue 1, een nieuw persoonlijk record op het hoogste niveau.

## Interlandcarrière
Diallo debuteerde op 17 november 2018 in het Senegalees voetbalelftal. Bondscoach Aliou Cissé liet hem toen na 55 minuten invallen voor M'Baye Niang tijdens een kwalificatiewedstrijd voor het Afrikaans kampioenschap uit bij Equatoriaal-Guinea. Hij werd niet geselecteerd voor het toernooi zelf. Diallo keerde meteen daarna terug in het team en maakte op 13 november 2019 zijn eerste doelpunt voor het nationale team. Hij zorgde toen voor de 2–0 in een met diezelfde cijfers gewonnen kwalificatiewedstrijd voor het volgende Afrikaans kampioenschap, thuis tegen Congo. Cissé selecteerde Diallo wel voor het Afrikaans kampioenschap 2021. Hierop kwam hij tijdens de poulefase drie keer in actie. Vanaf de achtste finale zag hij zijn ploeggenoten als toeschouwer het toernooi winnen. Naar aanleiding van het winnen van de Afrikaanse titel benoemde Senegalees president Macky Sall Diallo - net als al zijn ploeggenoten - tot Grootofficier in de Nationale Orde van de Leeuw.

## Erelijst
| Competitie         |         |         |         |         |
| Competitie         | Aantal  | Jaren   |         |         |
| FC Metz            | FC Metz | FC Metz | FC Metz | FC Metz |
| ------------------ | ------- | ------- | ------- | ------- |
| Kampioen Ligue 2   | 1x      | 2018/19 |         |         |
| Senegal            |         |         |         |         |
| Afrikaans kampioen | 1x      | 2021    |         |         |